# Litchfield-Nationalpark

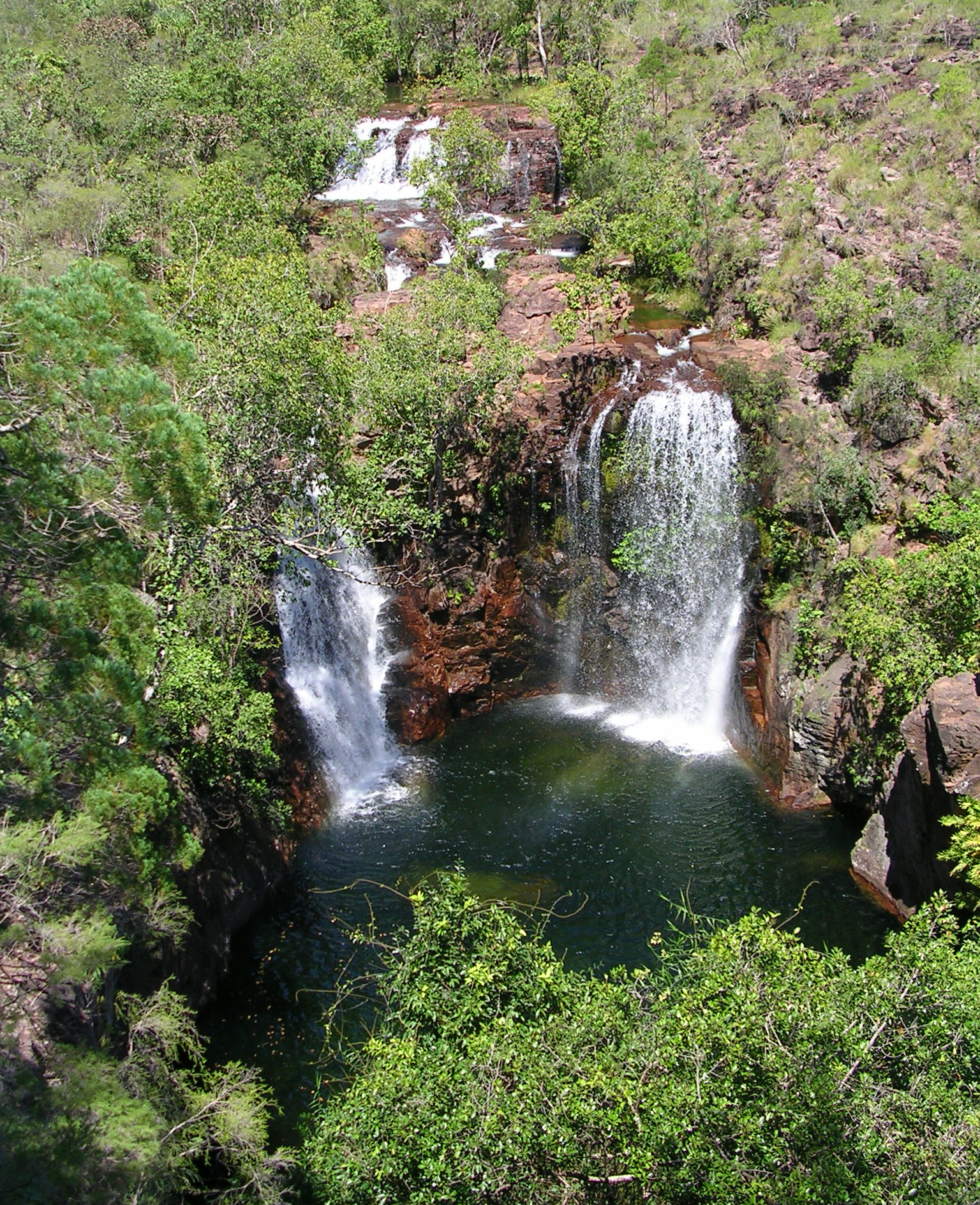
Florence Falls

Der Litchfield-Nationalpark (englisch Litchfield National Park) liegt 128 km südlich der Stadt Darwin im Northern Territory in Australien. Er erhielt seinen Namen von dem Forschungsreisenden Frederick Henry Litchfield, der größere Teile des Northern Territory im Jahre 1864 erforscht hat.

## Allgemeines
Trotz der im Sommer sehr heftigen Monsunregen kann der Nationalpark ganzjährig besucht werden. Ausgangsort ist dabei in der Regel die am Rand des Parks liegende Ortschaft Batchelor.
Die in anderen touristisch attraktiven Gebieten Nordaustraliens zahlreich vorkommenden Krokodile (Australien-Krokodil und Leistenkrokodil) stellen im Litchfield-Nationalpark ein vergleichsweise geringes Problem dar. Gelegentlich erfolgen dennoch Angriffe auf Menschen, zuletzt im Frühjahr 2008.

## Landschaft
Landschaftlich ist der Nationalpark geprägt durch seine vier Wasserfälle (s. unter Sehenswürdigkeiten), aber auch durch Waldlandschaften, die auf dem Sandsteinplateau von vielen typischen Pflanzenarten wie den Eukalyptusbäumen Eucalyptus miniata und Eucalyptus tetrodonta gekennzeichnet ist. Monsun-Regenwälder kommen in den Schluchten vor, die die Flüsse in der Nähe der Wasserfälle in den Untergrund gegraben haben.

## Tierwelt
An Säugetieren sind u. a. das Antilopenkänguru und das Flinkwallaby, der Zwergbeutelmarder, der Gefleckte Kurznasenbeutler, der Kurzkopfgleitbeutler und die Kusu-Art Trichosurus arnhemensis zu beobachten. Es kommen auch verschiedene Fledermausarten vor, so die seltene Orange Hufeisennase. Besonders reich ist die Vogelwelt des Nationalparks, in der unter anderem der Keilschwanzadler, der Schwarzmilan, der Mangrovepirol, der Australische Feigenpirol, der Pazifikkoel, der Glanzspitzendrongo, der Dollarvogel, der Regenbogenspint sowie verschiedene Kakadus und Sittiche zu nennen sind.

## Sehenswürdigkeiten
- Wangi Falls, Wasserfall, Badesee und Campingplatz
- Tolmer Falls, Wasserfall
- Florence Falls, Wasserfall, Badesee und Campingplatz
- Buley Rockholes, Badestellen im Flusslauf
- Magnetic Termite Mounds, flache, exakt in Nord-Süd-Richtung errichtete Termitenhügel, die weltweit nur hier vorkommen.
- The Lost City, bizarr geformte freistehende Sandsteinblöcke
- Blyth Homestead, ehemaliges Wohnhaus von 1929[3]
- Tjaynera Falls (Sandy Creek Falls), Wasserfall, Badesee und Campingplatz
- Surprise Creek Falls, Wasserfall, Badesee und Campingplatz

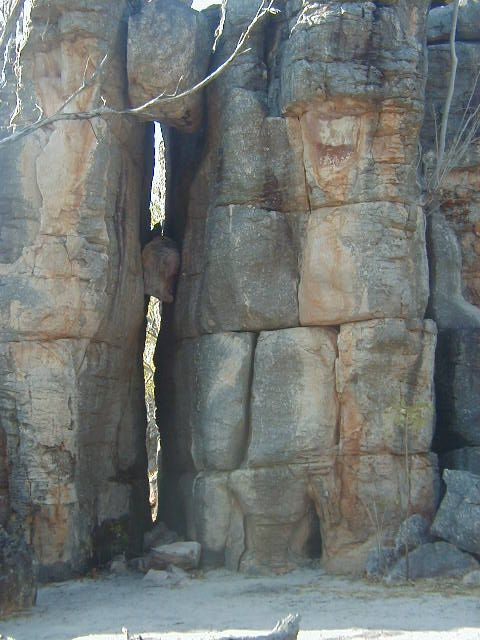
The Lost City
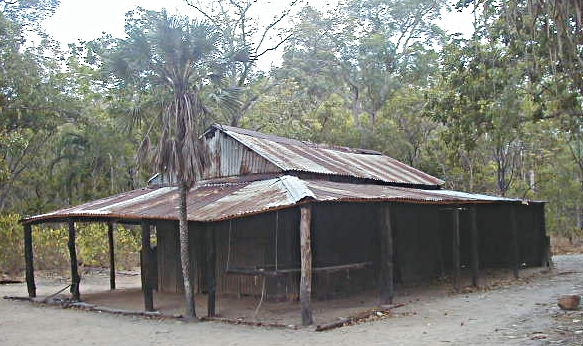
Blyth Homestead
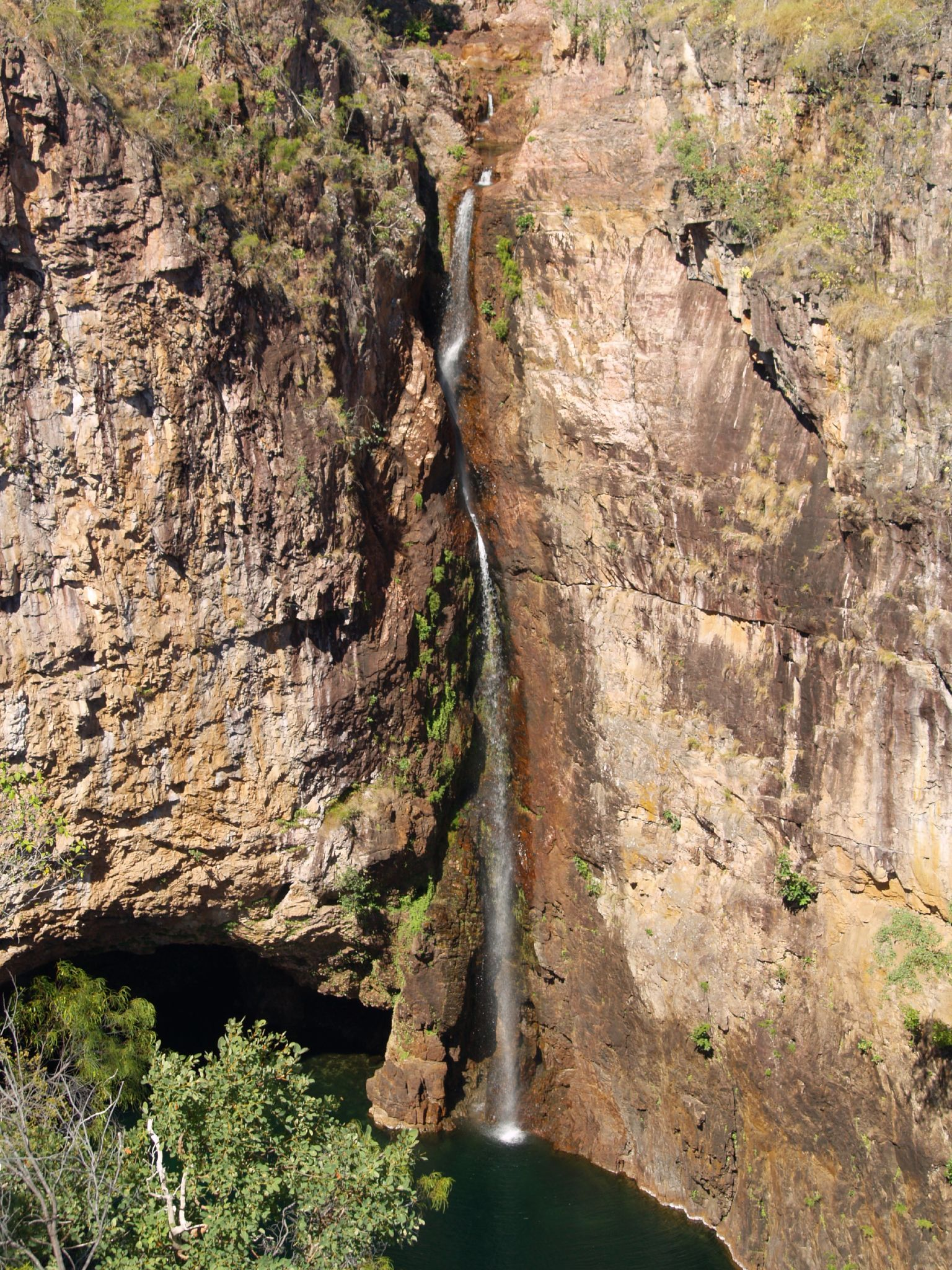
Tolmer Falls
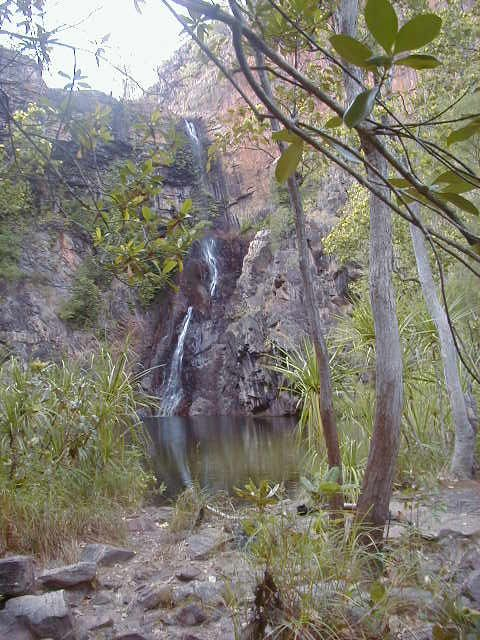
Tjaynera Falls